# Неоконцептуализм

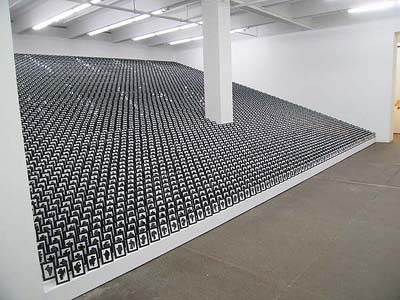
Аллан Макколлум. The Shapes Project

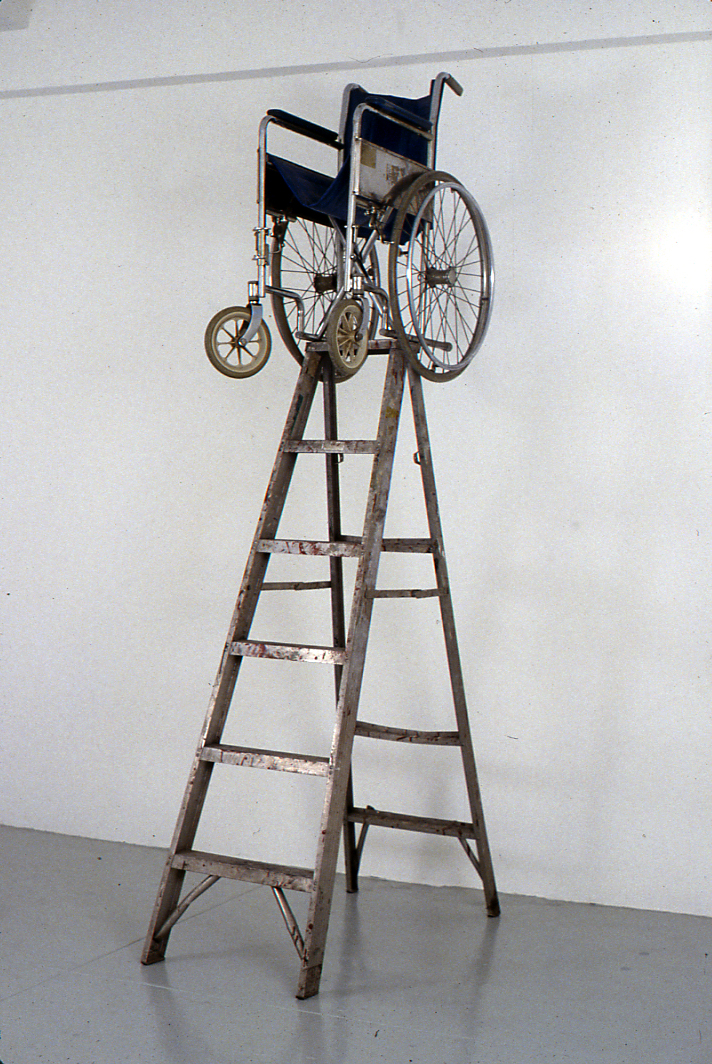
Джон Лекей. Без названия (1991)

Неоконцептуализм или неоконцептуальное искусство (англ. Neo-conceptual art, Neo-Conceptualism)  — направление, представляющее собой современный этап развития концептуализма 60-70-х годов. Нео-концептуализм возник в США и Европе в конце 1970-х. Неоконцептуализм, как и концептуальное искусство, в первую очередь и прежде всего — искусство вопросов. Концептуальное искусство продолжает сегодня поднимать фундаментальные вопросы не только по поводу определения самого искусства, но и о политике, медиа и обществе.
В основном неоконцептуализм ассоциируется с деятельностью Молодых британских художников, которые громко заявили о себе в 1990-е годы (в частности, Хёрст, Дэмьен). Помимо них известны московские концептуалисты и неоконцептуалисты США, такие как Шерри Левайн. Идеологически противоположными направлениями являются стакизм и искусство и язык.

## История

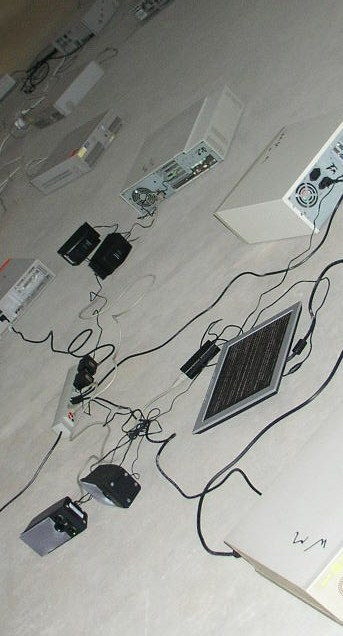
Маурицио Болонини. Programmed Machines (Sealed). Сотни компьютеров запрограммированы на создание бесконечного потока случайных изображений, которые никто не увидит

Многие из проблем концептуального искусства возникли уже в первые годы его появления. Такие идеи, как анти-коммодификация, социальная или политическая критика, цифровое искусство и информация как носитель, появлялись не только среди художников-концептуалистов, но и среди тех, кто себя к ним не относил. Особенно остро вопросы ставились среди тех, кто работал в компьютерном искусстве, инсталляции, перформансе, net.art и электронном искусстве.

### Нью-Йорк
Идея неоконцептуального искусства (позже получившего названия постконцептуального) в Соединенных Штатах была сформулирована Тришей Коллинз и Ричардом Милаццо в начале 1980-х годов в Нью-Йорке. В это время Коллинз и Милаццо активно занимались теорией искусства и кураторством, чем привлекли внимание целого поколения молодых художников. Работы молодёжи легли в основу первоначального теоретического контекста нового направления, одновременно отвергавшего принципы неоэкспрессионизма и теории изображения (англ. Picture-Theory Art). Именно благодаря этому контексту впервые были объединены работы многих художников неоконцептуализма (или то, что некоторые из критиков называли «симуляционизмом» и «неогео»): Росса Блекнера, Джеймса Уэллинга, Стивена Паррино, Ричарда Принса, Питера Нейджи, Джозефп Нечваталпа, Сары Чарльзуорт, Марка Иннерста, Аллана Макколлума, Питера Хелли, Джонатана Ласкера, Хаима Штайнбаха, Филиппа Тааффе, Роберта Гобера и Сент-Клера Семина .

### Москва
Московские концептуалисты в 1970-х и 1980-х годах пытались разрушить социалистическую идеологию, используя стратегии концептуального искусства и апроприации. Центральными фигурами движения были Илья Кабаков, Комар и Меламид. В группу также вошли Эрик Булатов и Виктор Пивоваров.

### Лондон
Молодые британские художники, возглавляемые Дэмиеном Херстом, стали известны в 1990-х годах. Их работы характеризовались в то время как неоконцептуальные, хотя в основе воздействия лежал арт-объект. Термин был применим на том основании, что объект не являлся произведением искусства или часто представлял собой готовый предмет, при изготовлении которого не требовалось художественных навыков. Трейси Эмин считалась одной из наиболее известных представителей «молодых британцев» и неоконцептуалистом, хотя она это и отрицала, подчёркивая, что в работах ищет личное эмоциональное выражение. Чарльз Харрисон, член концептуальной группы «Искусство и язык» в 1970-х годах, критиковал неоконцептуальное искусство 1990-х годов за отсутствие «угрозы или неловкости» и «пустую» перспективу. К другим известным художникам, связанным с британским неоконцептуализмом, относятся Мартин Крид, Лиам Гиллик, Бетан Хиус, Саймон Паттерсон, Саймон Старлинг и Дуглас Гордон.

## Хронология
1991: Чарльз Саатчи обеспечивает финансовую поддержку Дэмиену Херсту, и в следующем году в Галерее Саатчи появляется работа «Физическая невозможность смерти в сознании живущего» — акула в аквариуме с формалином.
1993: Ванесса Бикрофт проводит первый перфоманс в Милане, используя женщин-моделей и пищу.
1999: Трейси Эмин номинирована на Премию Тёрнера. В экспозицию вошла работа «Моя кровать»: измятая кровать с разбросанными вокруг презервативами, окровавленными трусиками, бутылками и домашними тапочками.
2001: Мартин Крид выиграл премию Тёрнера благодаря работе The Lights Going On и Off: пустая комната, где свет включается и выключается.
2005: Саймон Старлинг выиграл премию Тёрнера благодаря работе Shedboatshed: деревянный сарай, превращённый в лодку, чтобы проплыть по Рейну, а затем снова превращённый в сарай.

## Реакция в Великобритании
В Британии рост популярности Молодых британских художников после выставки Freeze в 1988 году, куратором которой выступил Дэмиен Херст, и последующая популяризация группы Галереей Саатчи в 1990-х годах вызвали негативную реакцию СМИ, сделавших словосочетания «концептуальное искусство» и «неоконцептуальный» насмешливыми эпитетами всего современного искусства. Это отношение укрепилось Премией Тёрнера, появление среди номинантов которой наиболее радикальных художников (прежде всего Херст и Эмин) ежегодно вызывало споры.

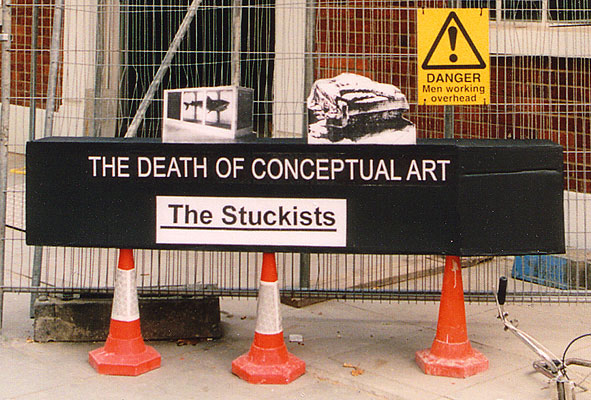
Инсталляция стакистов «Смерть концептуального искусства» (2002)

В 1999 году была основана группа «Стакисты», которая провозгласила себя «сторонниками современной модернистской живописью со смыслом и противниками концептуального искусства, главным образом, из-за отсутствия в нём концепций». Они также назвали концептуализм претенциозным, «ничем не примечательным и скучным» и 25 июля 2002 установили возле галереи «Белый куб» гроб с надписью «Смерть концептуального искусства». Стакисты устраивали ежегодные акции перед вручением Премии Тёрнера.
В 2002 году Иван Массоу, председатель Института современного искусства, раскритиковал концептуальное искусство и поддерживающие его институции, включая Галерею Тейт и Николаса Сероту. Впоследствии Массоу был вынужден уйти в отставку. В конце того же года министр культуры Ким Хауэллс (выпускник художественной школы) осудил Премию Тёрнера как «холодную, механистическую, концептуальную чушь».
В октябре 2004 года Галерея Саатчи сообщила СМИ, что «живопись продолжает оставаться наиболее актуальным и жизненно важным способом общения художников», после чего Чарльз Саатчи начал продавать выдающиеся работы из своей коллекции Молодых британских художников.

## Крупные события
- 1991: Чарльз Саатчи финансирует Дэмьена Хёрста и на следующий год Галерея Саатчи выставляет его работу Физическая невозможность смерти в сознании кого-то живущего — акулу в формальдегиде.
- 1993: Ванесса Бикрофт проводит свой первый перформанс в Милане.
- 1999: Трэйси Эмин номинирована на Премию Тернера. Часть её выставки — инсталляция My Bed.
- 2001: Мартин Крид получает премию Тернера за работу The Lights Going On and Off, пустую комнату, в которой включается и выключается свет.
- 2005: Саймон Старлинг получает премию Тернера за Shedboatshed, деревянное здание, на котором он проплыл по Рейну[8].